# Crimă la Veneția
Crimă la Veneția (suedeză: Mord i Venedig) este un roman polițist din 1989 de Jan Mårtenson. Este al 17-lea roman al lui Mårtenson din seria cu Johan Kristian Homan.

## Prezentare
Homan, în drum spre Suedia, se întâlnește în avion cu Anders von Laudern, prietenul său din copilărie. Acesta îi povestește, după ce consumă mai multe pahare, că a fost răpit de necunoscuți mascați și dus într-o casă ca să examineze un tablou. Anders von Laudern îi dezvăluie lui Homan că era vorba de Omorârea lui Holofern de către Judith, o pictură autentică de Rubens de la începutul secolului al XVII-lea declarată pierdută.  Anders von Laudern îi dezvăluie lui Homan că răpitorii l-au dus înapoi nevătămat dar l-au amenințat că dacă povestește cuiva întâmplarea va fi ucis.
Crimă la Veneția prezintă încercările lui Homan de a descoperi asasinul lui Anders von Laudern. Acțiunea romanului are loc în lumea negustorilor de artă, a licitațiilor de antichități cu mare valoare culturală, a muzeelor și colecționarilor. Crima însuși are ca mobil un tablou al lui Rubens.

## Personaje
- Homan - un negustor fictiv de antichități din Gamlastan, orașul vechi din Stockholm, un bărbat între două vârste, necăsătorit, care trăiește doar cu o pisică siameză numită Cléo de Merode.
- Anders von Laudern - prietenul lui Homan care este ucis în condiții neelucidate
- Elisabeth Lundman

## Legături externe
- Jan Mårtensson Mord i Venedig 1989 Arhivat în 12 mai 2014, la Wayback Machine.